# ماجد ابو ملیحه
ماجد ابو ملیحه (انگلیسی: Majed Abo Malihah؛ زادهٔ ۱ ژوئیهٔ ۱۹۸۴) بازیکن فوتبال اهل عربستان سعودی است.
از باشگاه‌هایی که در آن بازی کرده‌است می‌توان به باشگاه فوتبال نجران عربستان سعودی اشاره کرد.